# Хасан Ісраїлов
Хасан Ісраїлов (нар. 1910— 25 грудня 1944) — чеченський борець за незалежність, націоналіст, військовик і партизан, організатор і керівник антирадянського повстання в Чечні в 1940—1944 роках, голова ОПКБ, представник чеченської інтелігенції, виходець з тайпу Терлой. Член ВКП(б) із 1929 року. Займався літературною діяльністю.

## Біографія
Дата народження Хасана Ісраїлова невідома, існує кілька версій щодо року його народження. Одна з версій говорить, що Ісраїлов народився в 1903 році в чеченському селі Галанчож, і був молодшим із шести братів. Приєднався до комсомолу 1919 року, 1929 року закінчив школу в Ростові-на-Дону, після чого вступив до КПРС. З 1933 року Ісраїлов вчився в Московському комуністичному університеті трудящих Сходу.

### Повстання
У січні 1940 року повернувся до Чечні, де почав повстання, надихнувшись фінським опором радянському вторгненню. У своєму листі до обкому він писав наступне:
|  | Ось уже двадцять років, як Радянська влада веде війну на знищення мого народу частинами — як кулаків, то як мулл і «бандитів», то як «буржуазних націоналістів». Тепер я переконався, що війна відтепер ведеться на винищування всього народу. Тому я вирішив стати на чолі визвольної війни мого народу. Я надто добре розумію, що не тільки Чечено-Інгушетії, але навіть і всьому національному Кавказу важко буде звільнитися від важкого ярма червоного імперіалізму, але фанатична віра у справедливість та законна надія на допомогу волелюбних народів Кавказу та всього світу надихають мене на цей у ваш очах зухвалий і безглуздий, а на моє переконання єдино правильний історичний крок. Хоробрі фіни доводять зараз, що велика рабовласницька імперія безсила проти маленького, але волелюбного народу. На Кавказі ви матимете другу Фінляндію, а за нами підуть інші пригнічені народи. |

### Смерть
25 грудня 1944 року Хасан Ісраїлов був смертельно поранений в результаті замаху на нього НКВС.